# کامیلسکی دول
کامیلسکی دول (به بلغاری: Kamilski Dol) یک منطقهٔ مسکونی در بلغارستان است که در ایوالوفگراد واقع شده‌است.